# Akordová značka
Akordová značka (nebo Akordická značka) je zjednodušený zápis akordu mimo běžnou notaci. Používá se tam, kde nezáleží na konkrétní výšce tónů v akordu, ale pouze na jejich harmonické funkci. Příkladem je kytarový doprovod písně, kde je zpěv zapsán jako melodická linka a kytara obstarává harmonický a rytmický doprovod pouze na základě akordových značek.
Akordová značka určuje základní tón, tónorod (dur nebo moll) a jednotlivé tóny akordu.

## Historie
Nejstarším druhem akordové značky byl tzv. číslovaný bas (basso continuo), který se objevil již v 16. století. Ten kombinoval notové písmo s čísly, která udávala vzdálenosti ostatních tónů od basové noty. Z tohoto očíslování později vzniklo akordové názvosloví. Písmena se pro označení akordů začala používat až v 19. století.

## Zápis intervalů
Poznámka: V článku je často používán zápis vyjadřující rovnost intervalů ve smyslu temperovaného ladění z harmonického hlediska. Co se týká skutečné velikosti akordu (z melodického hlediska), je zápis velká sexta = velká tercdecima samozřejmě nesprávný.
Zápis akordových značek vzniknul na mnoha místech současně jako pomůcka pro zjednodušení notace především u jazzových orchestrů, není proto dodnes sjednocen do celosvětově respektovaného jednotného systému - existuje v něm řada dvojic i trojic značek, které mají shodný význam.
Na čem se naopak většina hudebníků používajících akordické značky shodne, je budování akordů (a tím i jejich značení) na základě terciového systému. Podle tohoto systému jsou k základnímu tónu akordu postupně přidávány (po terciích) další intervaly - tercie, kvinta, septima, nona, undecima a tercdecima. Ostatní intervaly se v akordu vyskytují jako harmonicky shodné s některým z těchto akordů (například kvarta = undecima) nebo jako alterace některého z vyjmenovaných akordů (například velká sexta jako zmenšená septima).

### Přehled základních intervalů a jejich značení
- Prima:
  - vyznačuje se základním tónem - velkým písmenem, které tvoří základ značky, například ve značce {\displaystyle Cmi^{7/5-}\,\!} je c základní tón.
- Tercie:
  - velká tercie není nijak značena - předpokládá se, pokud není vyznačena malá tercie (viz níže) - například {\displaystyle G^{13}\,\!} obsahuje velkou tercii k základnímu tónu g (tj. tón h)
  - malá tercie je značena příponou mi nebo řidčeji m za základním tónem - například akord {\displaystyle Cmi^{7/5-}\,\!} obsahuje malou tercii k základnímu tónu c (tj. tón es)
- Kvinta:
  - čistá kvinta není nijak značena - předpokládá se, pokud není značena zmenšená nebo zvětšená kvinta (viz níže) - například akordy {\displaystyle C,Ami,F^{7},H^{13-/11-/7maj}\,\!} obsahují čistou kvintu
  - zmenšená kvinta se značí horním indexem 5- (řidčeji také 5b, -5 nebo prostě - ) - například {\displaystyle Hmi^{5-}\,\!} obsahuje zmenšenou kvintu k h (tj. tón f)
  - zvětšená kvinta se značí horním indexem 5+ (řidčeji také 5#, +5), ekvivalentní je také zápis pomocí přípony + nebo aug (= augmented). Příklad: značky {\displaystyle C^{5+},C^{5\#},C^{+5},C+,Caug\,\!} označují všechny jediný akord - zvětšený kvintakord od základního tónu c
- Septima:
  - malá septima je značena horním indexem 7
  - velká septima je značena horním indexem 7maj (řidčeji také maj7 nebo příponou maj: značky {\displaystyle A^{7maj},A^{maj7},Amaj\,\!} označují stejný akord - velký septakord se základním tónem a)
- Nona:
  - malá nona je značena horním indexem 9- (nebo 9b)
  - velká nona je značena horním indexem 9 - například {\displaystyle D^{9}\,\!} obsahuje velkou nonu k základnímu tónu d (tj. tón e)
  - zvětšená nona je značena horním indexem 9+ (nebo 9#). Jedná se o tón harmonicky shodný s malou tercií, značení 9+ se použije pouze tehdy, pokud akord obsahuje velkou tercii a zvětšená nona (= malá tercie) je přidána jako alterace.
- Undecima:
  - čistá undecima je značena horním indexem 11 - například akord {\displaystyle C^{\#}mi^{11}\,\!} obsahuje undecimu k cis (tj. tón fis)
  - zmenšená undecima je značena horním indexem 11- (nebo 11b). Jedná se o tón harmonicky shodný s velkou tercií, značení 11- se použije pouze tehdy, pokud akord obsahuje malou tercii a zmenšená undecima (= velká tercie) je přidána jako alterace.
  - zvětšená undecima je značena horním indexem 11+ (nebo 11#). Jedná se o tón harmonicky shodný se zmenšenou kvintou, značení 11+ se použije pouze tehdy, pokud akord obsahuje čistou kvintu a zvětšená undecima (= zmenšená kvinta) je přidána jako alterace.
- Tercdecima:
  - malá tercdecima je značena horním indexem 13- (nebo 13b) - například {\displaystyle A^{13-/11+}\,\!} obsahuje malou tercdecimu (= sextu) k tónu a (tj. tón f)
  - velká tercdecima je značena horním indexem 13

### Další pravidla pro zápis akordu

#### Vynechání indexů nižších intervalů
Pokud není značeno jinak, obsahuje akord všechny výše uvedené intervaly až do nejvyššího vyznačeného. Interval, který není vyznačen, je obsažen ve své nejjednodušší číselné podobě. Pokud není vyznačen žádný vyšší interval (septima, nona, undecima, tercdecima), jedná se o trojzvuk složený ze základního tónu, tercie a kvinty - o kvintakord.
Příklady:
1. {\displaystyle D^{7}\,\!} - nejvyšší vyznačený interval je 7 (septima), jedná se tedy o čtyřzvuk (septakord). Není značena tercie, takže je třeba použít velkou. Není značena kvinta, takže je třeba použít čistou. Vyznačena je malá septima a vyšší intervaly zápis neobsahuje - výsledkem je tedy dominantní septakord od základu d: d-fis-a-c
2. {\displaystyle C^{11+}\,\!} - nejvyšší vyznačený interval je 11 (undecima), jedná se tedy o šestitónový akord. Tercie je velká, kvinta čistá. Septima není značena - rozumí se tedy 7 (malá septima). Nona není značena - rozumí se tedy 9 (velká nona). Undecima je alterovaná - bude použita zvětšená. Složení akordu tedy je: c-e-g-b-d-fis
3. {\displaystyle Ami^{9-/5-}\,\!} - nejvyšší vyznačený interval je 9 (nona), jedná se tedy o pětitónový akord. Tercie je značena malá (mi), kvinta zmenšená (5-), septima není značena (rozumí se tedy 7 = malá septima) a nona je značena malá. Složení akordu: a-c-es-g-b

#### Zkratka add
Pokud je třeba vynechat některé vyšší intervaly (septimu, nonu nebo undecimu) a použít pouze nejvyšší, přidává se před jeho index zkratka add (= připojit).
Příklad:
1. {\displaystyle F^{add9}\,\!} - bude obsahovat pouze tři základní tóny (základní tón, velká tercie a čistá kvinta) + připojenou velkou nonu (malá septima je vynechána). Výsledek: f-a-c-g. Při vypuštění add, tj. při zápisu {\displaystyle F^{9}\,\!} by malá septima nebyla vynechána a jednalo by se o akord: f-a-c-es-g

#### Zkratka 6
Na místo horního indexu add13 se používá zkratka 6.
Příklad:
1. {\displaystyle Emi^{6}=Emi^{add13}\,\!}, tento akord obsahuje základní tón, vyznačenou (mi) malou tercii, nevyznačenou čistou kvintu. Vynechány jsou septima, nona i undecima a připojena velká tercdecima (= velká sexta). Výsledek: e-g-h-cis

#### Zkratka dim
Pro zmenšený septakord složený ze základního tónu, malé tercie, zmenšené kvinty a zmenšené septimy (= velká sexta) se používá přípona dim nebo o.
Příklad:
1. {\displaystyle Cdim\,\!} = c-es-ges-heses = c-es-ges-a

#### Zkratka sus
Zkratka 4sus se používá pro takzvanou průtažnou kvartu, která nahrazuje tercii. Zde je důležité si uvědomit rozdíl mezi 11 nebo add11 (v takovém akordu je přítomna normální velká nebo malá tercie) a akordem 4sus, který místo tercie obsahuje kvartu.
Příklad:
1. {\displaystyle G^{4sus}\,\!} obsahuje pouze základní tón, kvartu (místo tercie) a kvintu: g-c-d
2. {\displaystyle G^{add11}\,\!} obsahuje základní tón, velkou tercii, kvintu a přidanou undecimu (= kvarta): g-h-d-c

Řidčeji je také používána zkratka 2sus - jedná se o nahrazení tercie velkou sekundou (tj. o zmenšenou tercii) - je třeba nezaměňovat s přidanou nonou add9.
Především ve folkových zápisech je sus vynecháváno, takže následující dvojice zápisů jsou shodné:
1. {\displaystyle G^{4sus}=G^{4}\,\!} (g,c,d)
2. {\displaystyle G^{2sus}=G^{2}\,\!} (g,a,d)

## Zápis obratů akordu
Tak, jak jsou akordické značky obvykle používány (pro doprovod), nehraje příliš velký význam, který obrat vyznačeného akordu bude zahrán. Pokud je třeba zvýraznit použití konkrétního obratu, používá se zlomková značka, která v čitateli obsahuje značku akordu a ve jmenovateli předepisuje basový tón, který má být použit (tím je dán obrat akordu).
Příklady:
1. {\displaystyle {\frac {D^{7}}{C}}\,\!}, vyznačený akord d-fis-a-c má být zahrán s basovým tónem c, tj. jako třetí obrat
2. {\displaystyle {\frac {Dmi}{F}}\,\!} vyznačený akord d-f-a má být zahrán s basovým tónem f, tj. jako první obrat

Pro zjednodušení zápisu může být ve značení akordu vynechán basový tón.
Vrátíme-li se k prvnímu příkladu, jsou podle tohoto pravidla následující dvě akordové značky ekvivalentní:
- {\displaystyle {\frac {D^{7}}{C}}={\frac {D}{C}}\,\!} - index 7 označuje tón c, který již je značen v basu ve spodní části zlomku

## Seznam akordových značek
Seznam nejběžněji používaných akordových značek je uveden v samostatném článku Seznam akordových značek.

## Použitá literatura
- Josef Kotík, Praktická příručka pro kytaristy - vydal Supraphon v roce 1982, katalogové číslo 02-013-82
- Milan Šolc, Tajemství akordových značek - vydal Supraphon v roce 1981, katalogové číslo 02-002-81
- Pavel Havlík a Frederik Velinský, 1419 kytarových akordů - vydal Folk and country club